# Sarcophaga moucheti
Sarcophaga moucheti är en tvåvingeart som beskrevs av Rickenbach 1977. Sarcophaga moucheti ingår i släktet Sarcophaga och familjen köttflugor. Inga underarter finns listade i Catalogue of Life.